# Frühere Song-Dynastie
Die Frühere Song-Dynastie, auch Liu-Song-Dynastie (chinesisch 劉宋 / 刘宋, Pinyin liú sòng) genannt, war eine Epoche des chinesischen Kaiserreichs, die von 420 bis 479 dauerte.
Die Song-Dynastie fiel in die Zeit der Teilung Chinas in einen Süd- und einen Nordteil nach dem Ende der Jin-Dynastie; man spricht auch von der Zeit der Nord- und Süd-Dynastien (420–581). Dabei bildete die Song-Dynastie die erste der südlichen Dynastien, sie wurde von der Qi-Dynastie (479–502) abgelöst.
Im Norden war sie mit der Nördlichen Wei-Dynastie konfrontiert, die von den nomadischen Tuoba gegründet worden war. Die Nordgrenze der Qi-Dynastie verlief dabei rund 100 km südlich des Huang He.

## Herrscher
| Shi Hao                                                                                      | Tempelname                         | Familienname und Vornamen        | Regierungszeit | Äranamen und ihre jeweilige Zeitspanne                            |
| -------------------------------------------------------------------------------------------- | ---------------------------------- | -------------------------------- | -------------- | ----------------------------------------------------------------- |
| Konvention: Liu oder Nan „Song“ + Postumer Name + „di“. „Song Wudi“ bezieht sich auf Liu Yu. |                                    |                                  |                |                                                                   |
| Wu (武, wǔ)                                                                                  | Gaozu, 高祖                        | Liu Yu (劉裕, liú yù)            | 420-422        | Yongchu (永初 yǒng chū) 420–422                                   |
| Shao, (少, shaò)                                                                             |                                    | Liu Yifu (劉義符, liú yì fú)     | 423-424        | Jingping (景平, jǐng píng) 423–424                                |
| Wen (文, Wén)                                                                                | Taizu (太祖) oder Zhongzong (中宗) | Liu Yilong (劉義隆, liú yì lóng) | 424-453        | Yuanjia (元嘉, yuán jiā) 424–453                                  |
| Yuanxiong, 元兇                                                                              |                                    | Liu Shao (劉劭, liú shào)        | 453            | Taichu (太初, taì chū) 453                                        |
| Xiaowu, ch.孝武, py. xiaò wǔ                                                                 | Shizu (世祖)                       | Liu Jun (劉駿, liú jùn)          | 454–464        | Xiaojian (孝建, xiaō jiàn) 454–456 Daming (大明, dà míng) 457–464 |
| (Qian) Fei (前廢, qián feì)                                                                  |                                    | Liu Ziye (劉子業, liú zǐ yè)     | 465            | Yongguang (永光, yǒng guāng) 465 Jinghe (景和, jǐng hé) 465       |
| Ming (明, Míng)                                                                              | Taizong (太宗)                     | Liu Yu (劉彧, liú yù)            | 465-472        | Taishi (泰始, taì shǐ) 465-471 Taiyu (泰豫, taì yù) 472           |
| (Hou) Fei, (後廢, hoù feì) oder Cangwu Wang (蒼梧王, cāng wú wáng)                           |                                    | Liu Yu (劉昱, liú yù)            | 473-477        | Yuanhui (元徽, yuán huī) 473-477                                  |
| Shun (順, shùn)                                                                              |                                    | Liu Zhun (劉準, liú zhǔn)        | 477-479        | Shengming (昇明, shēng míng) 477-479                              |